# Bukene (Nzega)
Bukene ist ein Verwaltungsbezirk (englisch Ward) des Distrikts Nzega (DC) in der tansanischen Region Tabora.

## Geografie
Bukene ist ein Bezirk im westlichen zentralen Hochland von Tansania etwa 30 Kilometer westlich der Distrikthauptstadt Nzega. Bei der Volkszählung 2022 lebten 11.239 Menschen in 2659 Haushalten auf einer Fläche von 27 Quadratkilometern.
Das Klima in Bukene ist tropisch. Die jährliche Niederschlagsmenge beträgt 768 Millimeter und diese fällt überwiegend in den Monaten November bis April. Die Durchschnittstemperatur schwankt zwischen 22,4 Grad Celsius im Dezember und 25,7 Grad im Oktober.
Der Bezirk grenzt an vier Bezirke des Distrikts Nzega (DC).
| Kahama Nhalanga | Uduka                                       |          |
|                 | Kompassrose, die auf Nachbargemeinden zeigt |          |
| Mogwa           |                                             | Isaghene |

## Gliederung
Der Bezirk besteht aus einer Gemeinde (swahili Mtaa) mit elf Orten (Kitongoji):
| Bukene - Bukene - Ikena - Majengo - Mwenge - Migombani - Nyenze - Mbale - Mwantoba - Tanganyika - Iluluma - Ntunde |

## Infrastruktur
- Bildung: Die Bukene Secondary School ist eine staatliche weiterführende Schule mit einer Ausbildung für Tagesschüler bis zur 4. Stufe.[9]
- Gesundheit: Im Bezirk liegen ein staatliches Gesundheitszentrum[10] und eine private Apotheke mit Labor.[11]
- Eisenbahn: Bukene hat einen Bahnhof an der zentralen Eisenbahnlinie von Daressalam über Isaka nach Kigoma. Im April 2022 erhielt die Firma Yapı Merkezi den Zuschlag für das 4. Los zum Ausbau der Eisenbahnstrecke von Daressalam nach Mwanza, die ebenfalls einen Bahnhof in Bukene erhält.[12][13]